# Jerry Goldsmith
 Der er for få eller ingen kildehenvisninger i denne artikel, hvilket er et problem. Du kan hjælpe ved at angive troværdige kilder til de påstande, som fremføres i artiklen.

Jerrald King "Jerry" Goldsmith (født 10. Februar, 1929, død 21. Juli, 2004) var en amerikansk filmkomponist og dirigent, mest kendt for sit arbejde med spillefilm. Han har komponeret musik til mange kendte Hollywood film, blandt andet for Chinatown, Sidste udkald, Rambo-filmene, Basic Instinct, Star Trek, Gremlins, Air Force One, LA Confidential, The Mummy, Logans Run, Abernes Planet og mange flere. Han har arbejdet med instruktører som Ridley Scott, Roman Polanski og Steven Spielberg. Han er blevet nomineret for 18 Oscars og vandt en i 1976 for filmen, The Omen.

## Opvækst og karriere
Goldsmith, blev født d.10 February 1929 i Los Angeles, California. Hans mor var skolelærer og hans far ingeniør. Han begyndte at spille klaver i seksårsalderen, og tog det for alvor seriøst fra 11-13 års alderen.
Han har studeret på University of Southern California samt Los Angeles City College, hvor han fik mulighed for at dirigere et symfoniorkester for første gang.
Hans første job var i en CBS radioproduktionsafdeling, hvor han blandt andet fik muligheden for at skrive musik til ‘The Twilight Zone’ selvom han kun var ansat som kontorassistent. Han fortsatte sin karriere hos MGM og begyndte i 1960erne at komponere musik til spillefilm. Det var cowboyfilmen, ‘Lonely Are The Brave’ der for første gang gjorde hans navn som komponist bemærket. Han blev nomineret til sin første Oscar allerede i 1962 for musikken til filmen ‘Sigmund Freud’. Gennem Tresserne komponerede han musik til flere spillefilm, især Abernes Planet blev kendt som et nyskabende avantgarde score, med innovativ brug af effektmaskiner og lydeffekter. Og han blev endnu engang nomineret til en Oscar. I 1974 blev han hyret til at afløse en anden komponist på filmen Chinatown. Han havde kun 10 dage til at komponere musikken, men han blev på trods af den korte tid, stadig nomineret til en Oscar for endnu engang at gå nye veje i hans indspilningsprocess, denne gang ved at bruge et helt nyt ensemble setup, af klassiske instrumenter som klaver og harpe kombineret med jazz inspirererede akkordprogressioner. I 1976 vandt han endelig en Oscar, som skulle blive hans eneste, for filmen The Omen. Her brugte han for første gang et klassisk kor til at kreere et helt nyt og tidligere uhørt avantgarde stiliseret arrangement. I 1979 blev han hyret af Ridley Scott til at komponere musikken til den første Alien film. Musikken blev redigeret en del i klipningen af filmen, men han vandt dog alligevel en Golden Globe for bedste originale musik. I 1992 scorede han hit filmen Basic Instinct med Michael Douglas og Sharon Stone. Goldsmith har også komponeret rene orkesterværker.

## Privatliv
Han har været gift to gange og hans ældste søn Joel Goldsmith (1957-2012) var også komponist.
Jerry Goldsmith er kendt for sin innovation og nytænkning, og hans originale stil er blevet kopieret et utal af gange af andre komponister. Han har nydt stor respekt fra sine kolleger, der anser ham som værende en af de mest innovative komponister for sin tid, i Hollywoods historie.